# シャーフージー2世
シャーフージー2世（Shahuji II, 生年不詳- 1739年以降）は、南インドのタミル地方、タンジャーヴール・マラーター王国の君主（在位：1738年 - 1739年）。
カトゥ・ラージャ（Kattu Raja）、サワーイー・シャーフージー（Sawai Shahuji）とも呼ばれる。

## 生涯
1728年、父であるサラボージーが死亡したとき、シャーフージーは非嫡出子であったため、その弟であるトゥッコージーが王位を継承し、父の後を継ぐことはできなかった。
1736年、トゥッコージーが死亡し、息子ヴィヤンコージー2世が王位を継承したが、シャーフージーは王位を主張しなかった。
1737年、ヴィヤンコージー2世が死亡し、その妃スージャナ・バーイーが王位を継承すると、シャーフージーはフランス東インド会社の助力を得て、その打倒を考えるようになった。
1738年、女王スージャナ・バーイーは権臣サイイドに投獄され、シャーフージーはシャーフージー2世として即位することが出来た。
1739年2月、カルナータカ太守の娘婿チャンダー・サーヒブはシャーフージーにフランス東インド会社へカーライッカールを割譲するように要求し、同年4月に拒否したものの、7月にはこの地を割譲せざるを得なかった。そのため、彼はナーガパッティナムのオランダ東インド会社やセント・デーヴィッド要塞のイギリス東インド会社に接近して助力を求めたが、失敗に終わった。
シャーフージー2世の企みはまもなくチャンダー・サーヒブの知る所となり、タンジャーヴール・マラーター王国はカルナータカ太守の軍勢に侵攻された。シャーフージー2世はマラーター王国に救援の手紙書いたが間に合わず、首都タンジャーヴールは落とされ、彼は洗濯女の息子であることを理由に廃位された。
タンジャーヴールが敵の手に落ちたとき、シャーフージー2世はヴィヤンコージー2世の弟プラタープ・シングに手紙を書き、王になるよう求めた。
こうして、新たにプラタープ・シングが王となり、シャーフージー2世は彼の治世で余生を送ることとなった。